# ×Tritordeum
Vous pouvez aider à l'améliorer ou bien discuter des problèmes sur sa page de discussion.
- Il peut contenir un travail inédit ou des déclarations non vérifiées. Vous pouvez l’améliorer en ajoutant des références. (Marqué depuis mai 2015)

Vous pouvez aider à l'améliorer ou bien discuter des problèmes sur sa page de discussion.
- Il ne cite pas suffisamment ses sources. Vous pouvez indiquer les passages à sourcer avec {{référence nécessaire}} ou {{Référence souhaitée}}, et inclure les références utiles en les liant aux notes de bas de page. (Marqué depuis mai 2015)
- Il doit être recyclé. La réorganisation et la clarification du contenu sont nécessaires. (Marqué depuis mai 2015)

- Archive Wikiwix
- Bing
- Cairn
- DuckDuckGo
- E. Universalis
- Gallica
- Google
- G. Books
- G. News
- G. Scholar
- Persée
- Qwant
- (zh) Baidu
- (ru) Yandex
- (wd) trouver des œuvres sur Wikidata

Genre
×Tritordeum est un hybride intergénérique de Poaceae (graminées), placé dans la tribu des Triticeae.
Cette récente espèce de céréales a été obtenue dans les années 1970 par hybridation entre un blé dur (Triticum durum) et une orge sauvage (Hordeum chilense), originaire du Chili et d’Argentine. Sélectionné ensuite par des techniques classiques, le Tritordeum est inscrit à l’Office communautaire des variétés végétales (CPVO) sous le code « TRITR_CTU ».

## Description
Le Tritordeum est une céréale hexaploïde (hybride d'une orge sauvage diploïde et de lignées de blé tétraploïdes) qui a été obtenue par des techniques traditionnelles de croisement au champ, sans modification génétique. Il est reconnaissable à ses longs épis, ses grains fins et allongés.

## Origine
Dans les années 1970, une équipe de chercheurs espagnols, de l’Institut d’agriculture durable (IAS) et du Conseil supérieur de la recherche scientifique (CSIC) de Cordoue, décide de réaliser des croisements au champ entre deux genres de céréales (Triticum et Hordeum). De nombreuses tentatives ont échoué et il a fallu attendre 1977 pour que le Tritordeum soit développé.
Dans les années 1980, l'espèce Hordeum chilense a été collectée lors de cinq expéditions en Amérique du Sud. Le programme d’amélioration agronomique du Tritordeum a démarré avec 80 lignées de blé dur et plus de 100 lignées d'orge. Les premiers croisements donnèrent naissance à plus de 250 lignées de Tritordeum. Après 30 ans de recherche, la première céréale naturelle apte à la consommation humaine est née : Le Tritordeum.
L'idée de base fut de créer une nouvelle céréale aux bénéfices nutritionnels, à haute digestibilité, sans vice de commercialisation mais une entreprise a finalement décidé de racheter les droits exclusifs du Tritordeum et d’en faire le commerce.
Cette nouvelle espèce, est en fait créée par l’homme grâce à la mise en œuvre de techniques relevant de certaines biotechnologies (culture in vitro des embryons, doublement chromosomique par traitement à la colchicine, etc.) qui permettent d'enrichir la gamme des variétés disponibles pour l’agriculture biologique.

## Commercialisation
En 2006, les scientifiques ayant développé le Tritordeum ont créé Agrasys, l’entreprise qui commercialise le fruit de leur recherche. Basée au Parc Scientifique de Barcelone, Agrasys monte en 2013 une filière céréalière complète pour la céréale et depuis, continue de financer le programme d’amélioration agronomique du Tritordeum.
Actuellement cette céréales est cultivée sur 1.700 ha en Europe, dont 120 en France.
La céréale est également inscrite au registre des cultures alternatives, ce qui permet aux agriculteurs de l’utiliser afin de respecter les directives de la Politique Agricole Commune (PAC) de rotation des cultures.

## Culture

### Caractéristiques agronomiques
Tritordeum se cultive en Espagne (Andalousie, Aragon, Castille-et-León, Castille-La Manche et Catalogne), en Italie et au sud du Portugal. La culture de cette céréale a un faible impact environnemental car elle a une excellente résistance aux pathogènes et au stress hydrique causé par les fortes températures, ce qui demande un faible besoin en eau et fertilisants[réf. nécessaire].
Le Tritordeum se cultive sur des terres de producteurs locaux choisis dans chaque région et dont le grain est broyé dans des moulins homologués afin de garantir une bonne qualité.
Durant la saison 2014/2015, 1300 hectares de Tritordeum ont été cultivés en Espagne et en Italie grâce à des systèmes de production conventionnelle ou biologique.

### Mouture
Le Tritordeum se décline sous une large gamme de farines et ingrédients fonctionnels, obtenus par la mouture du grain par des meuniers. Les farines sont moulues sur cylindre ou sur meules de pierre et de type raffinée ou intégrale. L’entreprise dispose également d’ingrédients tels que des copeaux, des sons, des farines traitées (toastage, maltage, fermentation), des semoules… Ces derniers permettent de développer des produits sans avoir recours à d’autres céréales. En effet, en panification, les produits peuvent être fabriqués à base de Tritordeum à 100 %.
Tous ces ingrédients fonctionnels permettent de préparer de nombreux produits à base de Tritordeum : pains, biscuits, pizzas, viennoiseries, pâtes alimentaires, bière…
Le Tritordeum se caractérise par[réf. nécessaire]  :
- un taux de protéines similaire au blé tendre ;* une quantité de sucres libres supérieure aux autres céréales (ce qui lui confère une légère note sucrée) ;
- un taux de matières grasses supérieur au blé tendre (ce qui lui confère un arôme intense) ;
- un taux de fibres supérieur au blé (de type arabinoxylanes).

## Valeur nutritionnelle

### Digestibilité
Le Tritordeum est une céréale qui contient du gluten, elle n’est donc pas apte pour les cœliaques. Cependant, il présente un pourcentage de protéines indigestes du gluten plus faible que le blé tendre, ce qui le rend très digeste. Le Tritordeum représente ainsi une bonne alternative pour les personnes souffrant d’intolérances alimentaires. Plusieurs études de dosage de ces protéines démontrent cette affirmation, grâce au test approuvé par la Commission du Codex Alimentarius (Elisa R5). Agrasys recommande donc de communiquer de manière positive sur la haute digestibilité du Tritordeum.

### Autres avantages nutritionnels
Le Tritordeum se distingue des autres céréales par d’autres avantages pour la santé :
- Il contient dix fois plus de lutéine que le blé tendre[réf. nécessaire] (antioxydant qui protège la macula des effets nocifs des rayons du soleil). La lutéine donne également à la céréale une couleur jaune/dorée.
- Proportion de fibres diététiques plus importante que dans le blé, avec des effets bénéfiques sur la santé cardiovasculaire.Des études récentes ont démontré que le pourcentage de fibres des farines raffinées et intégrales du Tritordeum se situent entre ceux du blé tendre et les autres céréales spéciales. Les hydrates de carbone de type arabinoxylanes présents dans le Tritordeum aident à renforcer notre système immunitaire. Les fructanes contribuent au maintien de notre flore intestinale[réf. nécessaire]
- Plus d’acides gras que dans le blé : l’acide oléique mono-insaturé est considéré comme le plus important pour le régime méditerranéen et réduit les risques de maladies cardiovasculaires.

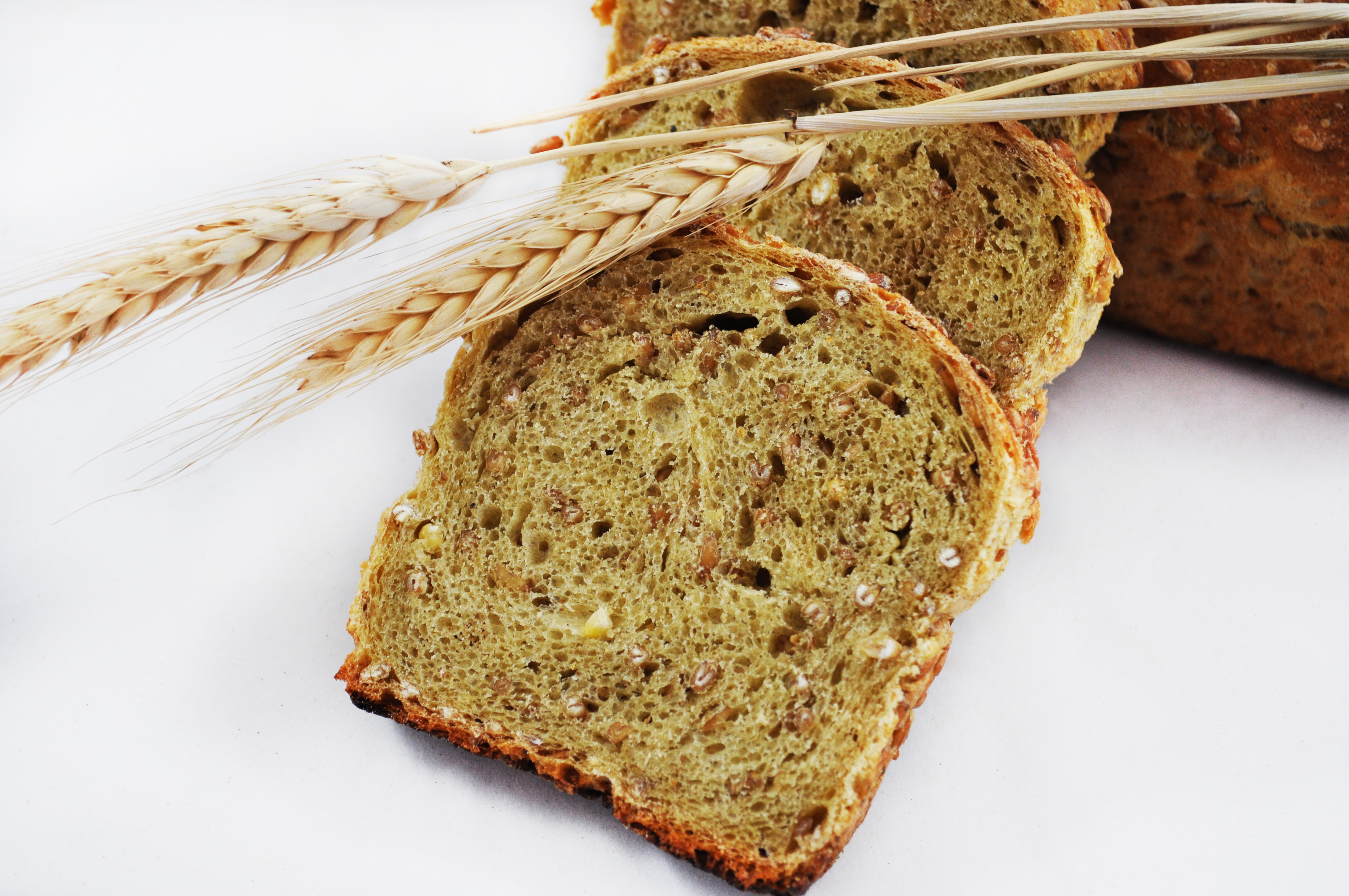
Pain de mie élaboré à base de Tritordeum.

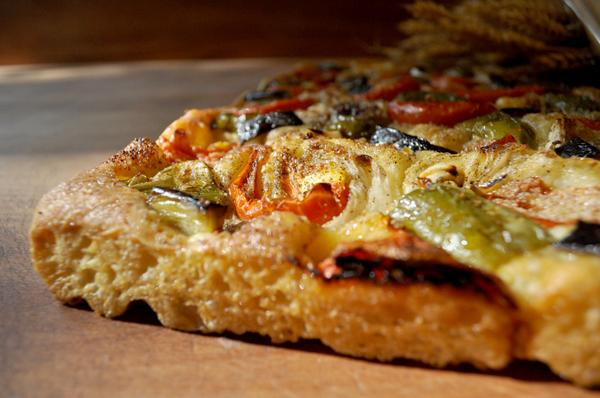
Pâte à pizza de Tritordeum.

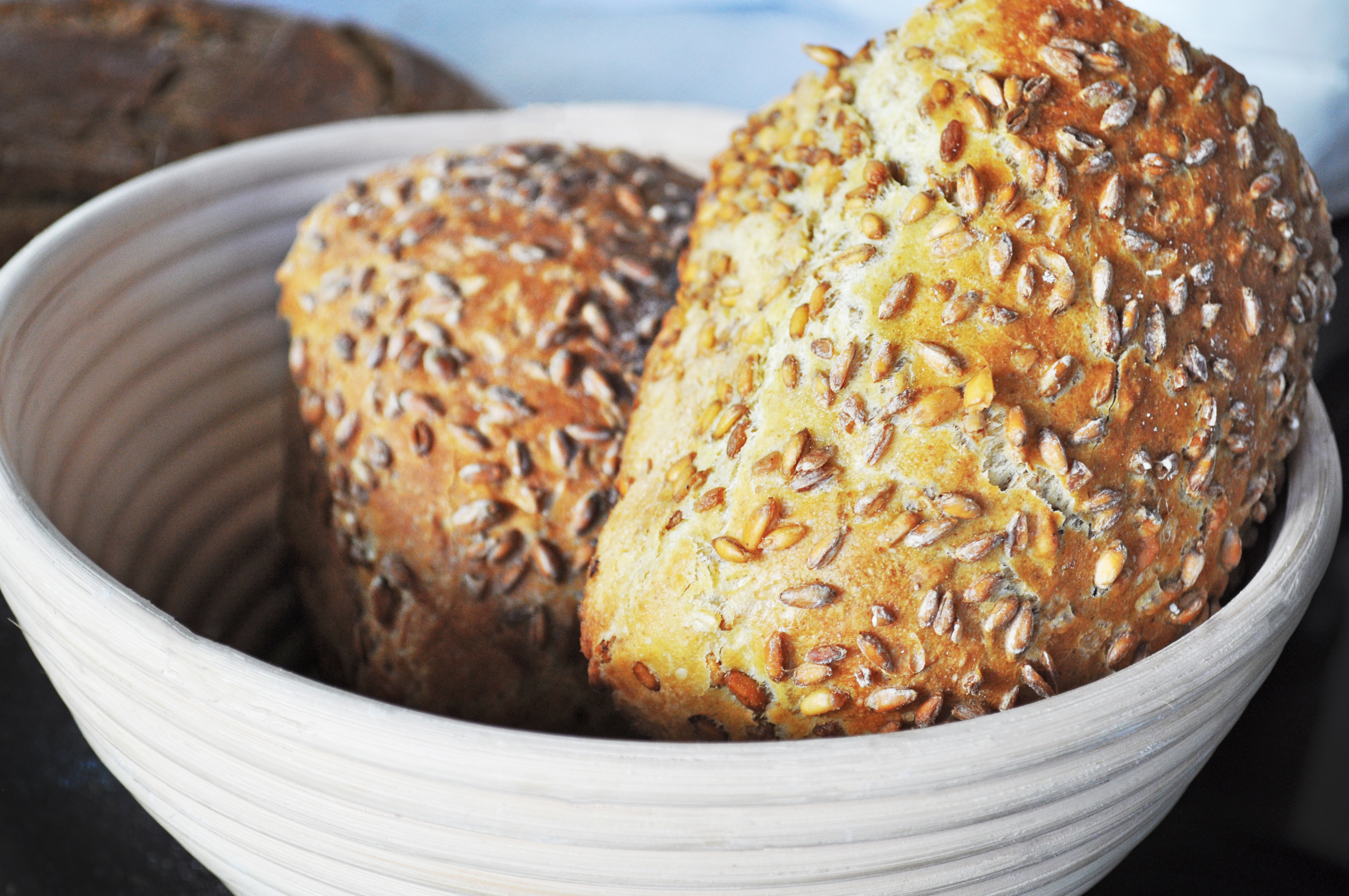
Pain et grains de Tritordeum.

## Applications
Le Tritordeum est une céréale permettant l’élaboration d’une large gamme de :
- produits de boulangerie (pains, baguettes, pavés, pain de mie…) ;
- viennoiseries (croissants, brioches, beignets, etc.) ;
- pâtisseries ;
- biscuits ;
- bières.

Le Tritordeum requiert une adaptation des procédés d’élaboration de produits finis. Le pétrissage de la pâte à pain doit être plus court et moins intense que pour le blé tendre. Les temps de repos de la pâte permettent sa prise de force et l’obtention d’un excellent alvéolage de mie. L'extensibilité de la pâte de Tritordeum permet l’élaboration de pizzas, sans risque de rétraction.

## Distribution

### Tritordeum: une marque déposée
Le Tritordeum est une nouvelle variété de céréale, mais également une marque commerciale déposée par Agrasys sous le nom de Vivagran.

## Taxinomie

### Liste des genres et espèces
Selon NCBI (15 juillet 2016) :
- genre ×Tritordeum
  - Triticum turgidum subsp. durum × Hordeum chilense
  - ×Tritordeum sp.
  - ×Tritordeum sp. HchDD
  - ×Tritordeum sp. HT109
  - ×Tritordeum sp. HTC1380